# Pour un whisky de plus
Pour plus de détails, voir Fiche technique et Distribution.
Pour un whisky de plus (Cavalca e uccidi) est un western spaghetti co-réalisé par José Luis Borau et Mario Caiano en 1964.

## Synopsis
À Tombstone, un groupe de malfrats rançonne la population, et fait régner la crainte. Le shérif est tué en « légitime défense » par Woody qui sert de soutien aux malfaisants. Qui le remplacera ? Brandy, l'ivrogne local ? Est-ce que les yeux amoureux d'Eva lui rendront son courage et sa dignité ? Est-ce la colère de la mort du « fiston », lui aussi tué en « légitime défense » ?

## Fiche technique
- Titre italien : Cavalca e uccidi
- Titre espagnol : Brandy ou Brandy, el sheriff de Lasatumba
- Titres français : Pour un whisky de plus ou La ville sans loi
- Réalisation : José Luis Borau et Mario Caiano
- Scénario : José Luis Borau et José Mallorqui Figuerola
- Production : Rafael Merina pour Fénix Cooperativa Cinematográfica & Produzioni Europee Associati (PEA)
- Musique : Riz Ortolani
- Photographie : Manuel Merino
- Durée : 82 min
- Pays :  Italie /  Espagne
- Langue : espagnol
- Couleur : Color (Eastmancolor)
- Son : Mono

## Distribution
- Alex Nicol : Brandy
- Claudio Undari (Robert Hundar) : Woody ou Moody
- Renzo Palmer : Pasteur Andrews
- Giuseppe Addobbati (John MacDouglas): Juge Stauffer
- Luis Induni : Steve Tunnell
- Antonio Casas : Sheriff Clymer
- Natalia Silva : Alice Garrido
- Paola Barbara (Pauline Baards): Mme Staffler
- Maite Blasco : Eva
- José Canalejas : Chirlo
- Antonio Gradoli : Underhill
- Mark Johnsson : "Fiston" (Chico)
- Giovanni Petrucci : Lewitt
- Héctor Quiroga : Murray
- Alfonso Rojas : Hamlin
- Georges Rigaud : Beau
- Elena Santonja : Mme Murray

## La mise en scène
Pour un whisky de plus fait sourire par son manque de réalisme :
- dans la première scène, où tous les cavaliers se font tuer, les cascadeurs sautent de leurs chevaux ;
- l'un d'eux finit même dans l'eau où il se met à nager, alors qu'il est mort ;
- la dynamite produit une flamme ;
- le cadavre de l'armurier fume ;
- les acteurs tournent sur eux-mêmes trois fois pour un simple coup de poing ;
- les acteurs roulent par terre lorsqu'ils se font tirer dessus au sol.